# Bromyard
Bromyard è un paese di 4 000 abitanti della contea dell'Herefordshire, in Inghilterra.